# Gronden van het Plaatgat
De Gronden van het Plaatgat is een zandbank net ten noorden van de provincie Friesland in de Noordzee. De zandbank verplaatst zich naar het zuidoosten. In iets meer dan zes weken in 2006 verschoven de Gronden van het Plaatgat buiten het stormseizoen 30 meter in die richting.
Op 29 januari 1983 kapseisde de boot Nine Anna in de Gronden van het Plaatgat tijdens een oefentocht. De zes bemanningsleden werden twee uur daarna door een helikopter, die uit Den Helder kwam, gered.